# سیلو (مجموعه تلویزیونی)
سیلو (به انگلیسی: Silo) یک مجموعه تلویزیونی علمی-تخیلی ویران‌شهری ساخت آمریکا است که توسط گراهام یوست بر اساس مجموعه رمان‌های پشم (به انگلیسی: Wool series) اثر نویسنده هیو هاوی ساخته شده است. ربکا فرگوسن رشیدا جونز، دیوید اویلوو، کامن، تیم رابینز، هریت والتر، اوی نش، ریک گومز، و چینازا اوچه از بازیگران مجموعه هستند.
ساخت اقتباس سینمایی از رمان پشم در سال ۲۰۱۲ آغاز شد. در پایان دهه، این پروژه متوقف شد و در می ۲۰۲۱ توسط اپل تی‌وی پلاس به عنوان یک سریال انتخاب شد. مراحل تصویربرداری اصلی در اوت ۲۰۲۱ و پخش فصل اول ده قسمتی از ۵ می ۲۰۲۳ آغاز شد. این مجموعه نقدهای مثبتی از منتقدان دریافت کرد. در ژوئن ۲۰۲۳، این سریال برای فصل دوم تمدید و در ۱۵ نوامبر ۲۰۲۴ پخش شد.

## زمینه داستانی
در آینده‌ای تلخ و ویران‌شهری، ده هزار انسان به شکل جامعه‌ای از افراد در سیلوی غول‌پیکر ۱۴۴ طبقه‌ای که در اعماق زمین وجود دارد زندگی می‌کنند. مقررات حاکم بر این سیلو سخت‌گیرانه است و مسئولان آن بر این باورند که این سازه برای محافظت از افراد در برابر محیط ناامن بیرون طراحی شده است.

## بازیگران

### اصلی
- ربکا فرگوسن در نقش جولیت نیکولز، مهندسی که بر روی ژنراتورهای پایین‌ترین طبقه سیلو کار می‌کند
- راشیدا جونز در نقش آلیسون بکر، همسر هلستون، کلانتر این کلونی که در بخش فناوری اطلاعات در سیلو کار می‌کند. در طول تلاش‌هایش برای بچه‌دار شدن، به صورت اتفاقی به تاریخچه واقعی سیلو و نحوه اداره آن مشکوک می‌شود
- دیوید اویلوو در نقش هلستون بکر، شوهر فداکار آلیسون و کلانتر سیلو
- کامن (رپر) به عنوان رابرت سیمز، رئیس امنیت سیلو، که قوانین تعیین شده توسط دیوان، سازمان حاکم بر سیلو را اجرا می‌کند
- تیم رابینز در نقش برنارد هالند، رئیس سختگیر بخش فناوری اطلاعات در سیلو
- هریت والتر در نقش مارتا واکر، مهندس برق که کارگاهی را در سطوح پایین سیلو اداره می‌کند

### مهمان
- ویل پاتون در نقش سم مارنز، معاونی که زیر نظر کلانتر هلستون و از نزدیک با شهردار جانز کار می‌کند
- جرالدین جیمز در نقش روث جانز، شهردار منتخب سیلو
- سوفی تامپسون در نقش گلوریا هیلدبرانت، زنی که بعد از اینکه خودش بچه‌دار نشد مشاور باروری سیلو شد
- فردیناند کینگزلی در نقش جورج ویلکینز، یک متخصص کامپیوتر که یک تعمیرگاه را اداره می‌کند. او به دنبال کمک آلیسون برای کشف رازهای سیلو است
- شین مک‌ری در نقش ناکس، رئیس بخش مکانیک سیلو و رئیس جولیت
- بیلی پستلتویت در نقش هنک، معاون کلانتری که در طبقه‌های پایین کار می‌کند
- چیپو چانگ در نقش سندی، یک کارگر اداری در بخش کلانتری
- رمی میلنر در نقش شرلی، مهندس و یکی از همکاران جولیت
- مت گومز هیداکا در نقش کوپر، یک مهندس تازه‌کار در طبقات پایین و کارآموز جولیت
- ایین گلن در نقش دکتر پیت نیکولز، متخصص زنان و زایمان و پدر جولیت که از نوجوانی با او بیگانه شده است
- چینازا اوچه در نقش پاول بیلینگز
- آوی نش در نقش لوکاس کایل
- ریک گومز در نقش پاتریک کندی
- لی دراژ در نقش فرانکی براون
- هنری گرت در نقش داگلاس ترامبل
- ویل مریک در نقش دنی
- پل هرزبرگ در نقش کیلروی

### قسمت‌ها
| فصل | قسمت‌ها | قسمت‌ها | تاریخ اصلی روی آنتن رفتن | تاریخ اصلی روی آنتن رفتن |
| فصل | قسمت‌ها | قسمت‌ها | اولین بار                | آخرین بار                |
| --- | ------ | ------ | ------------------------ | ------------------------ |
| ۱   | 10     | 10     | ۵ مه ۲۰۲۳                | ۳۰ ژوئن ۲۰۲۳             |
| ۲   | 10     | 10     | ۱۵ نوامبر ۲۰۲۴           | ۱۷ ژانویه ۲۰۲۵           |

## هشدار اسپویلر
توجه: این بخش شامل اطلاعات حساس و افشای جزئیات داستان سریال "سیلو" است.

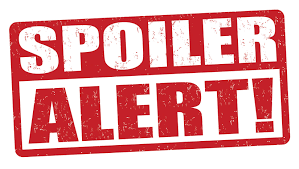
خطر اسپویل: دو فصل از توضیحات زیر، داستان سریال را لو می‌دهد.

اگر هنوز سریال را تماشا نکرده‌اید یا نمی‌خواهید جزئیات داستانی فاش شود، پیشنهاد می‌کنیم از مطالعه این بخش خودداری کنید. در اینجا به تحولات کلیدی و تغییرات مهم در روند داستان پرداخته می‌شود که ممکن است لذت تماشای شما را از بین ببرد. پس اگر دوست ندارید داستان برایتان فاش شود، لطفاً این قسمت را نخوانید.

## فصل ها
| شم. | عنوان           | کارگردان      | نویسنده                     | تاریخ پخش اصلی |
| --- | --------------- | ------------- | --------------------------- | -------------- |
| ۱ | «روز آزادی»     | مورتن تیلدام  | گراهام یوست                 | ۵ مه ۲۰۲۳      |
| در یک پناهگاه عظیم زیرزمینی به نام «سیلو»، جامعه‌ای بدون اطلاع از تاریخ خود رشد می‌کند، زیرا ظاهراً تمام اسناد ۱۴۰ سال قبل در طی یک شورش نافرجام از بین رفته است. کلانتر هلستون به معاون سم می‌گوید که می‌خواهد «بیرون برود». سه سال قبل، هلستون و همسرش آلیسون مجوز تلاش برای باردار شدن را دریافت کردند، اما موفق نشدند. در طول این مدت آلیسون باورهای خرابکارانه در مورد سیلو را از گلوریا، متخصص باروری، یادمی‌گیرد و به مردی به نام جورج ویلکینز کمک می‌کند تا یک هارد دیسک ممنوعه مربوط به قبل از شورش را کشف کند. آلیسون به هولستون شکاک می‌گوید که معتقد است افراد صاحب قدرت به آن‌ها دروغ می‌گویند و این که نمای خارج از سیلو در کافه تریا یک دنیای مرده جعلی است. آلیسون اعلام می‌کند که می‌خواهد «بیرون برود» و قول می‌دهد که فقط در صورتی که بیرون زیبا باشد، دوربین خارجی سیلو را تمیز کند. مطابق با پیمان سیلو، آلیسون اجازه دارد در یک سفر یک طرفه حرکت کند. ساکنان سیلو در حالی که او دوربین را تمیز می‌کند، تماشا می‌کنند اما اندکی بعد او به زمین می‌افتد و می‌میرد. دو سال بعد، هلستون در مورد مرگ جورج تحقیق می‌کند و با یک مهندس به نام جولیت آشنا می‌شود که ادعا می‌کند او به قتل رسیده است. |                 |               |                             |                |
| ۲ | «انتخاب هلستون» | مورتن تیلدام  | جسیکا بلر و کیسی پاپاس      | ۵ مه ۲۰۲۳      |
| کلانتر هولستون از طریق جولیت متوجه می‌شود که جورج، معشوق جولیت، آثار تاریخی ممنوعه را جمع‌آوری کرده است. هولستون پس از اطلاع از اینکه آلیسون به عنوان یک متخصص آی تی با جورج برای پیدا کردن محتوای درون هارد دیسک همکاری داشته، موافقت می‌کند که تحقیق کند و قول می‌دهد وقتی چیزی را پیدا کرد، سیگنالی به جولیت بفرستد. چند ماه بعد، هولستون سیلو را ترک می‌کند و از دیدن اینکه بیرون سرسبز و زیبا است، همان‌طور که آلیسون ادعا می‌کرد، شوکه می‌شود. او دوربین را تمیز می‌کند، کلاه خود را برمی‌دارد و قبل از مرگ به سمت بدن آلیسون می‌خزد. شهردار روث جانز متوجه می‌شود که هولستون بیانیه‌ای مبنی بر نامزدی جولیت به عنوان جانشین او به عنوان کلانتر به جا گذاشته است. جولیت می‌داند که جورج به دنبال یک در می‌گشت، و سعی می‌کند تا گام‌هایش را در فضای حفاری پرآب زیر سیلو طی کند. |                 |               |                             |                |
| ۳ | «ماشین آلات»    | مورتن تیلدام  | اینگرید اسکاجدا             | ۱۲ مه ۲۰۲۳     |
| روث و سم ۱۴۴ طبقه را طی می‌کنند تا جولیت را ملاقات کنند. در طول راه، روث با پدر جدا شده جولیت، دکتر پیت نیکولز، و دوست مهندس جولیت، مارتا واکر، ملاقات می‌کند تا در مورد شخصیت جولیت نظر دهند. با وجود مخالفت قاضی مدوز، رئیس قوه قضائیه، و برنارد هالند، رئیس آی تی، روث به جولیت شغل کلانتری را پیشنهاد می‌کند. جولیت در ابتدا رد می‌کند، اما وقتی نشان هولستون را به او می‌دهند، که عبارت «حقیقت» در پشت آن حک شده است، نظرش تغییر می‌کند. جولیت از روث درخواست می‌کند که اجازه دهد ژنراتور اصلی برای تعمیر خاموش شود، کاری که هرگز تا به حال انجام نشده است. در زمان خاموش شدن، صفحه‌های سیلو برای مدت کوتاهی نمای سبز سالمی از بیرون را نشان می‌دهند. تیم فنی با موفقیت ژنراتور اصلی را تعمیر می‌کند. ژولیت قبل از رفتن به سمت شغل جدیدش از مارتا می‌خواهد که دوربین فیلمبرداری را که در میان آثار جورج پیدا کرده است را بررسی کند. در سکانس پایانی این قسمت روث با خون در دهانش کشته می‌شود. |                 |               |                             |                |
| ۴ | «حقیقت»         | دیوید سمل     | رمی اوبوچون                 | ۱۹ مه ۲۰۲۳     |
| روث مرده است. سم معتقد است که او مسموم شده است و او هدف واقعی بوده است زیرا آن‌ها از فلاسک‌های آب یکدیگر نوشیدند. برنارد، به عنوان شهردار سیلو، قرارداد جولیت را به عنوان کلانتر جدید امضا می‌کند. جولیت از سم می‌خواهد تا در تحقیق دربارهٔ مرگ جورج به او کمک کند تا به ازای آن او به سم دربارهٔ مرگ روث کمک نماید. رابرت سیمز، از قوه قضائیه، به سم می‌گوید که قاضی مدوز آماده است تا جولیت را به عنوان کلانتر برکنار کند، اما سم به او می‌گوید که اجازه دهد جولیت خودش استعفا دهد. بعداً سم در آپارتمانش توسط شخص ناشناسی مورد حمله قرار می‌گیرد. جولیت با لوکاس، ساکنی که شب‌ها را در کافه تریا می‌گذراند، ملاقات می‌کند. جولیت پوشه سوابق شهروندی جورج را پیدا می‌کند، اما نمی‌تواند هارد دیسک جورج را که هلستون مصادره کرده بود، پیدا کند. در فلش بک، جولیت پس از مرگ مادرش، هانا، و برادر کوچکترش، جیکوب، در سیزده سالگی خانه را ترک می‌کند. |                 |               |                             |                |
| ۵ | «پسر سرایدار»   | دیوید سمل     | گراهام یوست                 | ۲۶ مه ۲۰۲۳     |
| جسد سم در خانه‌اش پیدا می‌شود. پل بیلینگز، انتخاب اصلی قوه قضائیه برای تصدی کلانتری، معاون ارشد جولیت می‌شود. سندی که در اداره کلانتری کار می‌کند، به جولیت می‌گوید که قاتل سم را قبل از اینکه قاضی یک قربانی برای مقصر نشان دادن انتخاب کند، پیدا کند. جولیت متوجه می‌شود که داگ ترامبل، که برای قوه قضائیه کار می‌کند، مدارکی را در خانه پاتریک کندی جاسازی کرده است تا او را متهم به قتل سم کند. رابرت به داگ می‌گوید که پدرش ظاهراً سرایدار بوده اما در واقع یک کار مخفی داشته است که برای بقای سیلو بسیار مهم است. رابرت، داگ را قبل از دستگیری می‌کشد و داگ پس از مرگ مقصر قتل سم و روث می‌شود. جولیت می‌فهمد که لوکاس شب‌ها روی صفحه‌های نمایش کافه تریا مطالعه می‌کرده تا حرکت «نورها» را در آسمان مشاهده کند. این در حالی است که ساکنان سیلو نمی‌دانند این نورها ستاره نام دارند. مارتا به جولیت نشان می‌دهد که فناوری دوربین فیلمبرداری از آنچه در سیلو معمولی و مجاز است، پیشرفته‌تر است. جولیت یکی از عتیقه‌های متعلق به جورج را به امید بازگشایی مجدد تحقیقات در مورد مرگ او بازیابی می‌کند. |                 |               |                             |                |
| ۶ | «عتیقه»         | برت و برتی    | آریک آولینو                 | ۲ ژوئن ۲۰۲۳    |
| جولیت ترتیبی می‌دهد که عتیقه‌ای در آپارتمان داگ پیدا شود و از آن به عنوان بهانه‌ای برای ردیابی رجینا جکسون دلال آثار عتیقه استفاده می‌کند که معلوم می‌شود معشوقه قبلی جورج است که برای او عتیقه می‌خریده است. رابرت از ارتباط جورج با عتیقه باخبر می‌شود و به‌طور رسمی با جولیت روبرو می‌شود. برنارد ادعای جولیت را می‌پذیرد که او عتیقه را در خانه داگ جاسازی نکرده است، اما به او دستور می‌دهد که تحقیقات دربارهٔ انگیزه‌های داگ برای قتل روث و سم را متوقف کند. جولیت و پاول بر سر مشکل جولیت در اعتماد کردن به پاول بحث می‌کنند و جولیت فاش می‌کند که می‌داند پاول به سندروم مبتلا است و این یک وضعیت پزشکی حاد است که باید او را از معاونت محروم کند. رجینا به جولیت می‌گوید که هارد دیسک جورج را به قاضی گزارش نکرده است، اما پس از تهدید عزیزانش به مردی که همه چیز را می‌داند، در مورد آن گفته است. رجینا به جولیت عتیقه با ارزش و کمیابی می‌دهد که از جورج دریافت کرده است: یک کتاب راهنمای سفر برای کودکان که مربوط به قبل از سیلو است. هنگامی که جولیت در آپارتمانش کتاب را مرور می‌کند، توسط یک تیم نظارتی که دوربین‌های متعددی در سرتاسر سیلو دارد، با تجهیزات بسیار پیشرفته‌تر از بقیه سیلو زیر نظر قرار می‌گیرد. |                 |               |                             |                |
| ۷ | «شعله‌داران»     | برت و برتی    | جسیکا بلر                   | ۹ ژوئن ۲۰۲۳    |
| رابرت بخشی از تیم نظارتی سیلو است و حرکات جولیت را از طریق دوربین‌ها زیر نظر دارد. جولیت به دنبال گلوریا است که به دستور مدوز در حال مصرف داروهای بیهوشی و مواد مخدر است. با وجود پیشنهاد جولیت برای استعفا از سمَت کلانتر، مدوز می‌گوید که نمی‌تواند دستور را لغو کند. پاول زمانی که جولیت وظایف خود را نادیده می‌گیرد با او روبرو می‌شود. جولیت در مورد تحقیقات خود در مورد قتل جورج به او می‌گوید و پاول تصمیم می‌گیرد که جولیت را پوشش دهد. لوکاس سعی می‌کند جولیت را ببوسد، اما امتناع می‌کند. برنارد به جولیت می‌گوید که می‌ترسد مدوز علیه آنها اقدام کند و او را تشویق می‌کند تا راهی برای کنترل مدوز پیدا کند. جولیت با کمک پدرش موفق می‌شود با گلوریا صحبت کند و متوجه می‌شود که او بخشی از شعله‌داران است - یک گروه مخفی که به یادآوری گذشته اختصاص دارد و اعضای آن به‌طور سیستماتیک از بین می‌روند. مادر جولیت با شعله‌داران آشنایی داشت، اما پدر جولیت به سیلو کمک کرد تا از بچه‌دار شدن شعله‌داران جلوگیری کند. جولیت متوجه می‌شود که دوربین‌های نظارتی پشت آینه‌های دیواری سیلو قرار دارند و هارد دیسک جورج را از جایی که هلستون در اتاق گلوریا پنهان کرده بود، بازیابی می‌کند. یورشگران رابرت به اتاق گلوریا می‌رسند تا جولیت را دستگیر کنند اما جولیت از آن جا فرار کرده است. |                 |               |                             |                |
| ۸ | «هانا»          | آدام برنشتاین | جفری وانگ و اینگرید اسکاجدا | ۱۶ ژوئن ۲۰۲۳   |
| قوه قضائیه اداره کلانتری را برای یافتن هارد جستجو می‌کند اما نمی‌تواند آن را پیدا کند. جولیت با استفاده از دانش معاون پاول از منشور سیلو برای دستگیری موقت رابرت اقدام می‌کند. زمانی که رابرت در بازداشت به سر می‌برد، جولیت دفتر او را جستجو می‌کند و پرونده‌هایی دربارهٔ هانا، مارتا و شرلی کمپبل پیدا می‌کند. پرونده هانا تأیید می‌کند که دوربین‌های نظارتی دادگستری باعث شدند که آن‌ها متوجه شوند که هانا یک ذره‌بین چند لنزی غیرقانونی ساخته است. در صورتی که هانا و جولیت معتقد بودند که پیت به قوه قضائیه گفته است. جولیت با پیت آشتی می‌کند و پیت به او می‌گوید که رفتارهای خرابکارانه هانا و خودکشی او، پاسخی به مرگ جیکوب بود که هانا معتقد بود فناوری ذره‌بین می‌توانست از آن جلوگیری کند. جولیت قادر به دسترسی به محتوای هارد دیسک نیست و برای همین به سراغ لوکاس که متخصص آی تی است می‌رود - لوکاس که به شدت می‌ترسد به جولیت کمک کند درخواست کمک ژولیت را رد می‌کند. ایست‌های بازرسی قوه قضائیه مانع از رسیدن جولیت به مارتا در طبقه‌های پایین می‌شود. برنارد جولیت را پیدا می‌کند و فاش می‌کند که او مسئول واقعی سیلو و مسئول مرگ جورج، روث و سم است. برنارد و رابرت جولیت را دستگیر می‌کنند، هارد دیسک را می‌گیرند و با فریبکاری ادعا می‌کنند که جولیت خواسته است «بیرون برود». پاول و رابرت، جولیت را تا قوه قضائیه می‌برند و جولیت وقتی می‌بیند که دست‌های معاون پاول به علت سندروم می‌لرزد از فرصت استفاده می‌کند و کیف را از رابرت می‌گیرد و از پله‌های مرکزی سیلو می‌پرد تا با هارد دیسک فرار کند. |                 |               |                             |                |
| ۹ | «فرار»          | آدام برنشتاین | لکتیا دالکو                 | ۲۳ ژوئن ۲۰۲۳   |
| جولیت فرار می‌کند و از دوربین‌های قوه قضائیه فرار می‌کند. پاول که فرار کردن جولیت را تقصیر خود می‌داند به دنبال تحقیقات دربارهٔ جولیت می‌رود و به آپارتمان او می‌رود و دفترچه راهنمای سفر برای کودکان را پیدا می‌کند. او یک صفحه را نگه می‌دارد اما بقیه را می‌سوزاند. جولیت وارد آپارتمان رابرت می‌شود و از کامپیوتر او برای دسترسی به هارد دیسک استفاده می‌کند، که در آن پیغامی ویدیویی را می‌بیند که جورج برای او باقی گذاشته است. برنارد لوکاس را دستگیر می‌کند و شماره سریال هارد دیسک را متوجه می‌شود که از آن برای یافتن مکان جولیت استفاده می‌کند. آن‌ها متوجه می‌شوند که مکان فعلی هارد در آپارتمان رابرت است و رابرت و نیروهایش با عجله به آپارتمان می‌روند، اما همسر رابرت اجازه می‌دهد تا جولیت فرار کند. جولیت برای دسترسی به هارد دیسک به یک متخصص فناوری اطلاعات نیاز دارد و برای همین از پاتریک کمک می‌گیرد. او بقیه ویدیوی جورج را تماشا می‌کند، که در آن جورج به او می‌گوید که او را دوست دارد و باید درِ زیرین سیلو را پیدا کند. به دنبال توصیه جورج، جولیت و پاتریک ویدئویی از یک نظافت دوربین بیرونی سیلو که در گذشته گرفته شده را تماشا می‌کنند که منظره‌ای سرسبز با پرندگان در حال پرواز در خارج از سیلو را نشان می‌دهد. |                 |               |                             |                |
| ۱۰ | «بیرون»         | آدام برنشتاین | فرد جولان                   | ۳۰ ژوئن ۲۰۲۳   |
| جولیت از دنی می‌خواهد که فیلم بیرونی را برای کل سیلو پخش کند، اما پخش به سرعت توسط برنارد متوقف می‌شود. پاول توسط رابرت در مورد شرایط بیماری سندروم حرکتی مورد بازجویی قرار می‌گیرد. پاول بعداً به همسرش می‌گوید که رابرت برای او استثناء قائل شده تا او بتواند بعداً کلانتر شود. برنارد از طریق ردیابی مکان هارد دیسک پاتریک و دنی را دستگیر می‌کند، در این بین موقعیت جولیت (که قصد دارد از طریق تونل‌های طبقاتی سیلو به بخش مکانیک بگریزد) توسط نیروهای سیلو لو می‌رود، نیروها به دستور رابرت شروع به انداختن اشیای سنگین به درون تونل می‌کنند تا به هر نحوی جولیت را از میان بردارند، وقتی جولیت متوجه اقدام آن‌ها می‌شود، خود را رها کرده و به آخرین طبقه سیلو سقوط می‌کند جایی که قبل از دستگیری با مارتا صحبت می‌کند. برنارد پس از دستگیری جولیت به او پیشنهاد معامله می‌دهد: این که برای نظافت دوربین به بیرون برود و در ازای آن متوجه می‌شود که چه اتفاقی برای جورج افتاده است و اطمینان حاصل خواهد کرد که کارگران بخش مکانیک مجازات نخواهند شد. برنارد برای جولیت فیلمی را پخش می‌کند که نشان می‌دهد جورج چگونه دستگیر شد و برای جلوگیری از بازجویی از طبقات سیلو خود را به پایین انداخت. برنارد هارد دیسک را از بین می‌برد، اما بعد از اینکه جولیت از دری در زیر سیلو نام می‌برد، دیسک را بازیابی می‌کند. برنارد لوکاس را به کار در معدن محکوم می‌کند. جولیت زمانی که در زندان است از طرف مارتا پیغامی دریافت می‌کند که تجهیزات خوب و با کیفیت است و نگران نباشد. جولیت به بیرون می‌رود و صفحهٔ کلاه او دقیقاً همان فیلم ویدیویی یک منظره سرسبز از تمیز کردن قبلی را نشان می‌دهد. او متوجه این فریب می‌شود. به لطف نوار حرارتی باکیفیتی که مارتا برای ژولیت فراهم کرده است، او توانست برخلاف افراد دیگر که جان خود را از دست دادند، زنده بماند. جولیت دوربین بیرونی را تمیز نکرد و همین اقدام باعث سراسیمگی برنارد می‌شود زیرا او فهمیده که واقعیت چیست و حقیقت برای او روشن شده است، در این بین برنارد با سرعت کافه تریا را به مقصد اتاق سرور ترک می‌کند. در این میان جولیت (براساس آن مسیری که در ذهن خود از صفحه نمایش سیلو ترسیم کرده) به سمت اجساد کلانتر هولستون و همسرش می‌رود تا نشان کلانتری را که به او داده بود، به نشانه تشکر برگرداند. وقتی جولیت در میان بهت و حیرت ساکنان سیلو از زنده ماندنش به بالای تپه می‌رود، منظره سراسر سرسبز و وسیعی را می‌بیند و شوکه می‌شود اما به یک باره همه چیز عوض می‌شود و بیابانی بی آب و علف و منظره ای آخرالزمانی را در جلوی چشمان خویش نظاره می‌کند و متوجه می‌شود که واقعیت همان نمای متروک صفحه نمایش درون سیلو است. در دوردست یک شهر متروک با آسمان خراش‌های بلند مشخص است. وقتی نمای دوربین عوض می‌شود ده‌ها سیلوی دیگر هم نمایان می‌شود که ساختاری مشابه با سیلوی خودشان دارد. |                 |               |                             |                |

### فصل ۲
| شم. کلی | شم. در فصل | عنوان       | کارگردان         | نویسنده              | تاریخ انتشار اصلی |
| --- | ---------- | ----------- | ---------------- | -------------------- | ----------------- |
| 11 | 1          | «مهندس»     | Michael Dinner   | Graham Yost          | ۱۵ نوامبر ۲۰۲۴    |
| در یک فلاش بک، سیلو 17 شورش می کند و جمعیت آن فرار می کند. در حال حاضر، ژولیت با بالا رفتن از اجساد ساکنان مرده‌اش که بیرون در ورودی پر شده بودند، به سیلو 17 نفوذ می‌کند. ژولیت سطوح بالای سیلو را بررسی می کند تا آن را متروکه و سطوح پایینی سیلابی پیدا کند. پل منتهی به بخش فناوری اطلاعات ویران شده است، بنابراین ژولیت یک پل موقتی می سازد که پس از عبور از آن فرو می ریزد. در یک فلاش بک، جولیت جوان زندگی جدید خود را در مکانیک شروع می‌کند، جایی که به جمع‌آوری زباله‌ها از سطوح بالا کمک می‌کند و با شرلی دوست می‌شود. او پس از مبارزه با موقعیت جدید خود، با تعمیر یک اسباب بازی شکسته، سایر کارگران را تحت تأثیر قرار می دهد و زیر نظر واکر شروع به کار می کند. در حال حاضر، ژولیت به کاوش ادامه می‌دهد و صدای موسیقی را تا در قفل شده در بخش فناوری اطلاعات دنبال می‌کند. پس از اینکه ژولیت نتوانست در را باز کند، مردی از طرف دیگر به او هشدار می دهد که اگر دوباره تلاش کند، او را خواهد کشت. |            |             |                  |                      |                   |
| 12 | 2          | «دستور»     | Michael Dinner   | Fred Golan           | ۲۲ نوامبر ۲۰۲۴    |
| برنارد دوربین کت و شلوار ژولیت را از داخل طاق تماشا می کند و می بیند که او به سیلو 17 قبل از قطع شدن نزدیک می شود. همانطور که ژولیت از تمیز کردن امتناع می‌کرد، برنارد می‌فهمد که نشانه سرپیچی او ممکن است منجر به انقلاب شود. او معاونان را تحت فرمان سیمز قرار می دهد و برای کنترل جمعیت سیلو که در مورد بقای ژولیت سؤال می پرسند، منع رفت و آمد اجباری تعیین می کند. برنارد سعی می کند میدوز را متقاعد کند که کمک کند، و واکر و همسر سابقش کارلا را به خاطر قاچاق نواری که کت و شلوار او را مهر و موم شده بود به ژولیت محبوس می کند. شرلی شروع به بازجویی از افراد در سطوح پایین تر برای درخواست پاسخ می کند، در حالی که ناکس سعی می کند او را متوقف کند. برنارد سخنرانی خود را در سیلو انجام می‌دهد و ادعا می‌کند که IT نوار جدیدی تولید کرده است که به ژولیت اجازه می‌دهد بیشتر زنده بماند، اما همچنان بر مرگ او تاکید می‌کند. میدوز او را تایید می کند. در حالی که به نظر می رسد اکثریت مردم از این توضیح راضی هستند، شرلی متقاعد نشده است و یک جلسه مخفی در خارج از مقررات منع آمد و شد ترتیب می دهد. بعد از اینکه برنارد از میدوز به خاطر کمکش تشکر کرد، از او خواست که یک لباس محیطی با نوار چسب خوب به او بدهند تا بیرون برود. |            |             |                  |                      |                   |
| 13 | 3          | «سولو»      | Aric Avelino     | Cassie Pappas        | ۲۷ نوامبر ۲۰۲۴    |
| در سیلو 17، ژولیت از مردی در طاق، "سولو"، می آموزد که 50 سیلو وجود دارد و اقدامات او ممکن است باعث انقلاب شود. سولو به ژولیت غذا می دهد و به او پیشنهاد می کند که می تواند از لباس آتش نشان برای بازگشت به سیلو خود استفاده کند، اما تجهیزات ایمنی آتش نشانی در منطقه سیل زده است. جولیت برای رسیدن به آن از سولو کمک می خواهد. او ابتدا امتناع می کند اما نظرش تغییر می کند و از خزانه خارج می شود. در سیلو 18، تدی کارگر به خاطر نوشتن گرافیتی "جولیت زندگی می کند" دستگیر می شود. سیمز به پاتریک زندانی دارویی پیشنهاد می کند که به او کمک می کند همسر متوفی خود را در ازای لطفی فراموش کند و مهاجمان بازنشسته را به خدمت می گیرد تا آنها را به مکانیکال بفرستند. شرلی برخی از معترضان را برای آزادی تدی هدایت می کند، اما پاتریک یک بمب آتش زا به سمت نمایندگان پرتاب می کند و در هرج و مرج حاصل، مهندس جدید کوپر کشته می شود. پیت با زنی ملاقات می کند که امیدوار است در بخت آزمایی برنده شود که به او امکان بچه دار شدن می دهد و دستورات مبنی بر عدم برداشتن کنترل بارداری او را با انجام این روش سرپیچی می کند. بیلینگز با همه افراد حاضر در حین دستگیری ژولیت مصاحبه می کند و گزارش خود را به میدوز می آورد و بیان می کند که ژولیت هرگز نخواسته به بیرون برود. |            |             |                  |                      |                   |
| 14 | 4          | «هارمونیوم» | Aric Avelino     | Sal Calleros         | ۶ دسامبر ۲۰۲۴     |
| با کمک سولو، ژولیت یک پمپ هوا می‌سازد تا به او در عبور از سطوح سیل‌زده کمک کند تا لباس آتش‌نشان را جمع‌آوری کند. سولو در مورد دنیای بیرون از قبل به ژولیت می گوید و با اضطراب در مورد خروج از طاق دست و پنجه نرم می کند. ناکس با شرلی این عقیده را در میان می‌گذارد که سیلو آن‌ها شورش‌های متعددی داشته است که مکانیکال به دلیل توانایی آنها در خاموش کردن سیلو سرزنش شده است. او همچنین درخواست می‌کند که با میدوز صحبت کند که موافقت می‌کند. سیمز به رابطه برنارد با میدوز مشکوک می شود و جنبشی را برای درخواست استیضاح میدوز ایجاد می کند. میدوز به لوکاس اجازه می دهد تا به حکم خود اعتراض کند و آن را به پنج سال کاهش می دهد. Billings شورش را در Mechanical بررسی می کند و متوجه می شود که جسد محرک ناپدید شده است و Judicial جسد کوپر را ادعا کرده است. برنارد میدوز را مسموم می‌کند، و قبل از مرگ به او می‌گوید که روی هارد دیسکی که جولیت دزدیده بود، نامه‌ای رمزگذاری شده از سالوادور کوین وجود دارد که در جریان شورش ۱۴۰ سال پیش رئیس بخش فناوری اطلاعات بود. ناکس، شرلی، واکر و کارلا به دادگاه می رسند، جایی که برنارد جسد میدوز را برای قتل ناکس و شرلی تنظیم کرده است. سیمز جمعیتی را شلاق می زند و به دنبال آنها می فرستد. |            |             |                  |                      |                   |
| 15 | 5          | «نزول»      | Amber Templemore | Jenny DeArmitt-Stran | ۱۳ دسامبر ۲۰۲۴    |
| سولو از جولیت می‌خواهد پمپ آب را تعمیر کند زیرا سطح آب در حال افزایش است و ده ماه دیگر به فناوری اطلاعات می‌رسد، اما ژولیت اصرار دارد که باید فوراً به سیلو خود بازگردد. ژولیت مشکوک است که سولو در مورد هویت خود دروغ می گوید و او با عصبانیت به سؤال او واکنش نشان می دهد. ژولیت یک کلاه ایمنی قابل استفاده پیدا می‌کند، اما به دلیل جراحات از بین می‌رود. در سیلو 18، برنارد می‌داند که سیمز جنبش علیه میدوز را ساخته است و نقش سایه برنارد را از او سلب می‌کند، اما او را به جای میدوز قاضی می‌کند، که سیمز را ناامید می‌کند. همسر سیمز، کامیل، به ناکس و شرلی کمک می کند تا از اوباش فرار کنند. ریک آموندسن، رئیس جدید امنیت قضایی، کارلا را دستگیر کرده است، اما ناکس، شرلی و واکر از محاصره عبور کرده و به سطوح پایین تر می روند. برنارد از لوکاس می خواهد تا هارد دیسک ژولیت را تعمیر کند، ارتباطات پنهان در سیلو را با دنیای خارج و نامه رمزگذاری شده سالوادور کوین به همسرش را فاش کند. بیلینگز و معاون هنک پاتریک را تعقیب می کنند که به بیلینگ پیشنهاد می کند حقایق را در مورد سیلو بگوید. |            |             |                  |                      |                   |
| 16 | 6          | «موانع»     | Michael Dinner   | Jeffery Wang         | ۲۰ دسامبر ۲۰۲۴    |
| تنش ها با مسدود کردن تدارکات به سطوح پایین تر توسط برنارد و ساخت سلاح توسط ناکس افزایش می یابد. به درخواست بیلینگز، پیت برای درمان پاتریک به سطوح پایین تر سفر می کند. پاتریک به بیلینگز می‌گوید که چگونه به ژولیت با هارد دیسک کمک کرد و قراردادی را از سیمز پذیرفت تا عامل تحریک کننده اعتراض در مکانیکال باشد. برنارد از کامیل در مورد اقدام او برای محافظت از ناکس و شرلی سؤال می کند، اما او او را منحرف می کند. ناکس و شرلی یک حمله گروهی به محاصره را رهبری می کنند و آن را ده طبقه بالاتر می برند و مزرعه بحرانی را در سطح 122 می گیرند. بیلینگز از واکر، ناکس و شرلی در مورد مرگ میدوز سؤال می کند. وقتی بیلینگز از طریق رادیو به برنارد می‌گوید که می‌خواهد تحقیقات رسمی درباره مرگ میدوز آغاز کند، برنارد ارتباط رادیویی را قطع می‌کند. لوکاس روی رمزگشایی نامه کوین کار می کند، و پیچیدگی رمز، برنارد را بر آن می دارد تا لوکاس را سایه خود قرار دهد تا بتواند به میراث دسترسی پیدا کند. در سیلو 17، ژولیت پس از درمان توسط سولو، که کت و شلوار خود را پنهان کرده است، از خواب بیدار می شود تا او را مجبور کند قبل از رفتن پمپ را تعمیر کند. |            |             |                  |                      |                   |
| 17 | 7          | «شیرجه»     | Michael Dinner   | Katherine DiSavino   | ۲۷ دسامبر ۲۰۲۴    |
| برنارد لوکاس را با Legacy آشنا می‌کند، رایانه‌ای پیشرفته در پشت یک طاق که حاوی تمام اطلاعات مخفی و سوابق آنهاست، اگرچه منشأ سیلو بیش از 352 سال قبل گم شده بود. لوکاس با استفاده از Legacy برای کمک به تحقیقات خود، مشکوک است که نامه از رمز کتاب استفاده می کند. مکانیکال پیام‌های کاغذی را به سطوح بالا می‌فرستد و شهروندان را تشویق می‌کند تا قبل از قطع برق در سیلو، بپرسند که چه فناوری اطلاعاتی از آنها پنهان کرده است و نشان می‌دهد که فناوری اطلاعات منبع تغذیه مستقل خود را دارد. برنارد با سیمز که هنوز از کنار گذاشته شدنش عصبانی است درگیر می شود. سیمز با کامیل در مورد اعمالش روبرو می شود. او توضیح می دهد که می خواهد برای امنیت هر دو طرف بازی کند و قول می دهد که دیگر چیزی را از او پنهان نکند. بیلینگز و هنک جاسوسانی را دنبال می‌کنند که سعی در ایجاد اختلاف در مکانیکال دارند. واکر نگران کارلا است و برای مدت کوتاهی یکی از دوربین های IT را روشن می کند تا پیامی را در بالا ارسال کند که برنارد دریافت می کند. در سیلو 17، ژولیت برای تعمیر پمپ آب سولو یک شیرجه عمیق انجام می‌دهد و با قطع جریان هوا تقریباً غرق می‌شود. ژولیت پس از بیرون آمدن از سطح زمین، شواهدی از یک مبارزه پیدا می کند و مشکوک می شود که فرد دیگری در سیلو وجود دارد. |            |             |                  |                      |                   |
| 18 | 8          | «کتاب کوین» | Amber Templemore | Remi Aubuchon        | ۳ ژانویه ۲۰۲۵     |
| ژولیت به خم شدن مبتلا می‌شود و برای بهبودی باید دوباره شیرجه بزند. پس از بیرون آمدن، با شخصیتی مواجه می شود که با تیر به او شلیک می کند و او را تهدید به مرگ می کند. جولیت به دنبال مهاجم خود می گردد و سه جوان را پیدا می کند. در سیلو 18، لوکاس نوادگان کوین را ردیابی می‌کند و می‌فهمد که آنها نسخه‌ای از پیمان کوین را سال‌ها قبل به میدوز داده‌اند. برنارد به لوکاس می گوید که کوین 140 سال پیش رکوردها را از بین برد و آب را مصرف کرد تا شهروندان تاریخ خود را فراموش کنند و شورش هایی را که هر 20 سال یک بار اتفاق می افتاد، متوقف کند. با استفاده از پیمان کوین، لوکاس رمزگشایی نامه کوین را آغاز می کند. سیمز با کمک کامیل متوجه می شود که لوکاس در حال تحقیق برای برنارد است. واکر با برنارد ملاقات می کند و قبول می کند که برای نجات کارلا خبرچین او باشد. در نتیجه گروهی از مکانیکال که وارد Supply می شوند توسط مهاجمان دستگیر می شوند. همسر بیلینگز، کاتلین، متوجه می‌شود که بیلینگز صفحه‌ای از یک کتاب تصویری را از «زمان‌های قبل» ذخیره کرده است، و می‌خواهد آن را ببیند. |            |             |                  |                      |                   |
| 19 | 9          | «حفاظت»     | Amber Templemore | Jessica Blaire       | ۱۰ ژانویه ۲۰۲۵    |
| ژولیت با آدری، رهبر پنج جوان بازمانده روبرو می شود، که به ژولیت دستور می دهد تا طاق را باز کند تا آنها بتوانند به غذا دسترسی داشته باشند. آدری سولو را اسیر کرده است و می خواهد او را به خاطر مرگ والدینشان بکشد. ژولیت متوجه می شود که سولو در زمان شورش کودک بوده است و سولو اعتراف می کند که والدین گروه را برای دفاع از خود کشته است، زمانی که آنها به خزانه نفوذ کردند. انفرادی و گروه صلح می کنند و او به همه اجازه می دهد تا وارد خرک شوند. در سیلو 18، لوکاس متوجه می شود که 50 سیلو دیگر وجود دارد و به دنبال نامه کوین، به سطوح پایین تر سفر می کند. لوکاس تونل زیر را پیدا می کند، جایی که صدای کامپیوتر به او هشدار می دهد که آنچه را که دیده است به کسی نگوید، در غیر این صورت آنها "حفاظت" را آغاز خواهند کرد. بیلینگز صفحه کتاب تصویری را به سیمز می دهد که باعث می شود کامیل و سیمز به شورش ملحق شوند. پاتریک به کاتلین شک می‌کند که نمایش بیرونی سیلو دروغ است. برنارد اقدامات شورشیان را به گردن بیلینگز می اندازد، اما همه نمایندگان سطح بالا او را باور نمی کنند. برنارد از ناکس و واکر جاسوسی می کند که در مورد برنامه های شورش صحبت می کنند. |            |             |                  |                      |                   |
| 20 | 10         | «به آتش»    | Amber Templemore | Aric Avelino         | ۱۷ ژانویه ۲۰۲۵    |
| واکر با ناکس و سایر شورشیان همکاری می کند تا از دوربین برنارد برای ارسال اطلاعات نادرست به او استفاده کند. آنها برنارد را فریب می دهند تا مهاجمان را به پایین بفرستد و همه شورشیان را به بالا منتقل کند، پس از آن پیت خود را قربانی می کند تا پله های بین آن را منفجر کند. نمایندگان بالا پس از دریافت پیام بیلینگز از طریق سیمز در کنار شورشیان قرار می گیرند. پاتریک شهروندان را به گروهی برمی‌انگیزد که از برنارد پاسخ می‌خواهند. لوکاس به برنارد چیزهایی را که یاد گرفته است می گوید و استعفا می دهد، که باعث می شود برنارد مأیوس، سیمز را سایه جدید فناوری اطلاعات خود قرار دهد و کلید و رمز عبور را تحویل دهد. سیمز و خانواده‌اش وارد طاق می‌شوند، اما Legacy می‌گوید که فقط کامیل می‌تواند بماند. در سیلو 17، سولو در مورد روش حفاظتی به ژولیت می گوید، لوله ای که می تواند سم کافی برای کشتن همه را پمپ کند، و اینکه چگونه می توان آن را متوقف کرد. جولیت از لباس آتش نشان استفاده می کند و به سیلو 18 باز می گردد که در داخل آن دیده می شود و جشن گرفته می شود، اما او پیامی را نشان می دهد که به آنها هشدار می دهد که ترک نکنند. در حالی که برنارد در حال خروج است، ژولیت وارد می شود و در حالی که آتش می زند، در کوره زباله سوز محبوس می شوند. در یک فلاش بک آشکار در واشنگتن دی سی، زنی به نام هلن از یک نماینده جدید کنگره در مورد احتمال انتقام گیری آمریکا از ایران به دلیل انفجار بمب کثیف در خاک ایالات متحده سوال می کند. |            |             |                  |                      |                   |

## موسیقی
در مارس ۲۰۲۳, آتلی اورواشون به عنوان آهنگساز این سریال اعلام شد.
| سیلو: فصل اول (موسیقی متن اصلی سریال اپل تی وی پلاس) | سیلو: فصل اول (موسیقی متن اصلی سریال اپل تی وی پلاس) | سیلو: فصل اول (موسیقی متن اصلی سریال اپل تی وی پلاس) |
| شماره                                                | نام                                                  | مدت                                                  |
| ---------------------------------------------------- | ---------------------------------------------------- | ---------------------------------------------------- |
| ۱.                                                   | «عنوان اصلی سیلو»                                    | ۱:۳۹                                                 |
| ۲.                                                   | «بی‌اعتبار»                                           | ۳:۱۰                                                 |
| ۳.                                                   | «من می‌خواهم به بیرون بروم»                           | ۱:۳۲                                                 |
| ۴.                                                   | «جولیت»                                              | ۱:۲۴                                                 |
| ۵.                                                   | «گرمای بیش از حد»                                    | ۳:۲۵                                                 |
| ۶.                                                   | «ماجراهای شگفت‌انگیز»                                 | ۲:۱۳                                                 |
| ۷.                                                   | «درخواست گفتاری»                                     | ۴:۲۴                                                 |
| ۸.                                                   | «سندروم»                                             | ۱:۵۸                                                 |
| ۹.                                                   | «چراغ‌های شب»                                         | ۲:۲۸                                                 |
| ۱۰.                                                  | «ندیدن»                                              | ۲:۴۸                                                 |
| ۱۱.                                                  | «اوقات با تو»                                        | ۳:۰۴                                                 |
| ۱۲.                                                  | «دکتر نیکولز»                                        | ۳:۴۶                                                 |
| ۱۳.                                                  | «ما نمی‌دانیم»                                        | ۳:۵۴                                                 |
| ۱۴.                                                  | «آخرین درخواست»                                      | ۲:۵۵                                                 |
| ۱۵.                                                  | «رهایی از سیلو»                                      | ۳:۲۶                                                 |
| ۱۶.                                                  | «آن‌ها دارند دروغ می‌گویند»                            | ۲:۱۲                                                 |
| ۱۷.                                                  | «فرود»                                               | ۲:۴۱                                                 |
| ۱۸.                                                  | «مسابقه به بالا»                                     | ۲:۰۴                                                 |
| ۱۹.                                                  | «چیت چت»                                             | ۲:۵۱                                                 |
| ۲۰.                                                  | «تحت کنترل»                                          | ۲:۲۷                                                 |
| مجموع مدت:                                           | مجموع مدت:                                           | ۵۴:۲۱                                                |

## انتشار
سیلو در ۱۴ آوریل ۲۰۲۳ در جریان سریال‌های جشنواره کن ۲۰۲۳ نمایش ویژه خود را داشت. این مجموعه تلویزیونی در ۵ می ۲۰۲۳ از اپل تی‌وی پلاس منتشر شد و دو قسمت اول آن بلافاصله در دسترس قرار گرفت و باقی قسمت‌ها تا ۳۰ ژوئن به صورت هفتگی پخش شدند.

## بازخورد
وب‌سایت بازبینی جمعی راتن تومیتوز بر اساس ۶۸ بررسی منتقد، ۸۸٪ امتیاز تأیید را با میانگین امتیاز ۷٫۶/۱۰ گزارش کرد. اجماع منتقدان این وب‌سایت می‌گوید: «سیلو» با نوشته‌های ماهرانه، طراحی تولیدی الهام‌بخش و قدرت ربکا فرگوسن ستاره غیرقابل پیش‌بینی این سریال، جعبه‌ای اسرارآمیز است که ارزش باز کردن را دارد." متاکریتیک، که از میانگین وزنی استفاده می‌کند، امتیاز ۷۵ از ۱۰۰ را بر اساس نظر ۲۰ منتقد اختصاص داده است که نشان دهنده «بررسی‌های عموماً مطلوب» می‌باشد.
ریچارد روپر از شیکاگو سان تایمز نوشت که سریال «علاقه ما را با شخصیت‌های جذاب و پیچش‌ها و چرخش‌های مؤثر حفظ می‌کند» لوسی منگان از گاردین عقیده داشت که «ساختن جهان دقیق است» و «داستان به همان اندازه هیجان‌انگیز است». ریچارد لاوسون، از ونتی فر، سریال را یک «شاهکار طراحی تولید» دانست و اضافه کرد که «فرگوسن - با تمام دستورهای سخت خود - به سریال وزن لازم را می‌دهد». بری هرتز از گلوب اند میل نیز عملکرد فرگوسن را «متمایز» دانست.